# Aki Hyryläinen
Aki Hyryläinen (ur. 17 kwietnia 1968 w Helsinkach) – fiński piłkarz występujący na pozycji obrońcy. Trener piłkarski.

## Kariera klubowa
Hyryläinen karierę rozpoczynał w sezonie 1988 w drugoligowym zespole Vantaan Pallo-70. W 1989 roku przeszedł do pierwszoligowego HJK Helsinki. Z zespołem tym zdobył dwa mistrzostwa Finlandii (1990, 1992) oraz dwa Puchary Finlandii (1993, 1996).
W 1996 roku został graczem duńskiego FC København. W sezonie 1996/1997 zdobył z nim Puchar Danii, a w sezonie 1997/1998 zajął 3. miejsce w pierwszej lidze. W 1998 roku odszedł do drugoligowego klubu Fremad Amager. Spędził tam sezon 1998/1999, a potem wrócił do Finlandii, gdzie grał w zespołach PK-35 oraz FC Jokerit. Wraz z Jokeritem w sezonie 2000 wywalczył wicemistrzostwo Finlandii, po czym zakończył karierę.

## Kariera reprezentacyjna
W reprezentacji Finlandii Hyryläinen zadebiutował 7 listopada 1992 w zremisowanym 1:1 towarzyskim meczu z Tunezją. 10 listopada 1993 w wygranym 3:1 pojedynku eliminacji Mistrzostw Świata 1994 z Izraelem strzelił swojego jedynego gola w kadrze. W latach 1992–1997 w drużynie narodowej rozegrał 26 spotkań.